# Étienne Carjat
Étienne Carjat, nascut a Fareins, (Ain), el 28 de març de 1828 i mort a París el 19 de març de 1906, va ser un periodista, caricaturista i fotògraf francès. Va ser cofundador de la revista «Le Diogène», i fundador de la revista «Le Boulevard». És més conegut pels seus nombrosos retrats i caricatures de personatges polítics, literàries i artístiques de París.

## Publicacions
- Croquis biographiques (1858)
- Les Mouches vertes, satire (1868)
- Peuple, prends garde à toi! Satire électorale (1875)

## Fotografies i caricatures

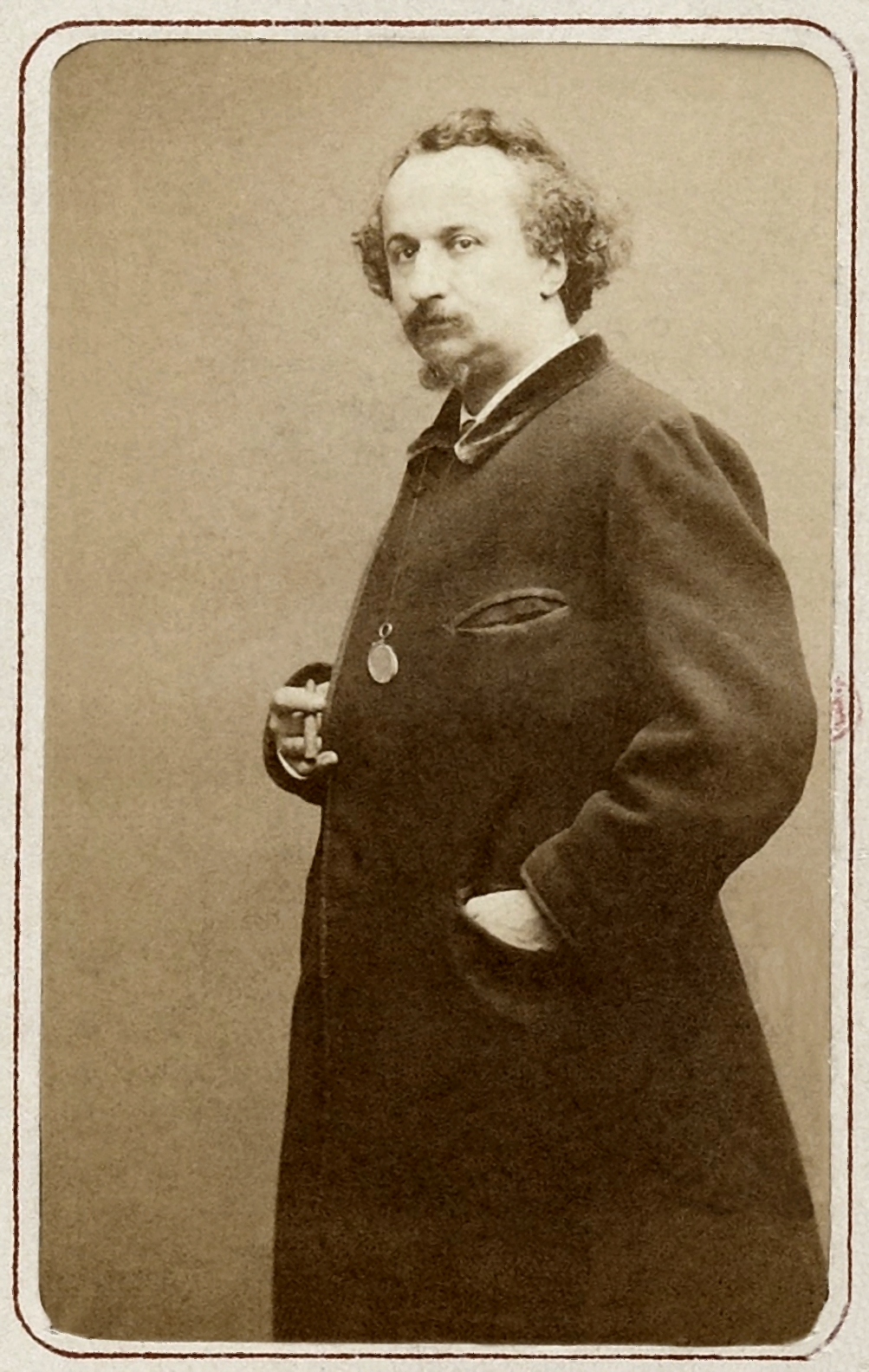
Etienne Carjat, ca. 1865.
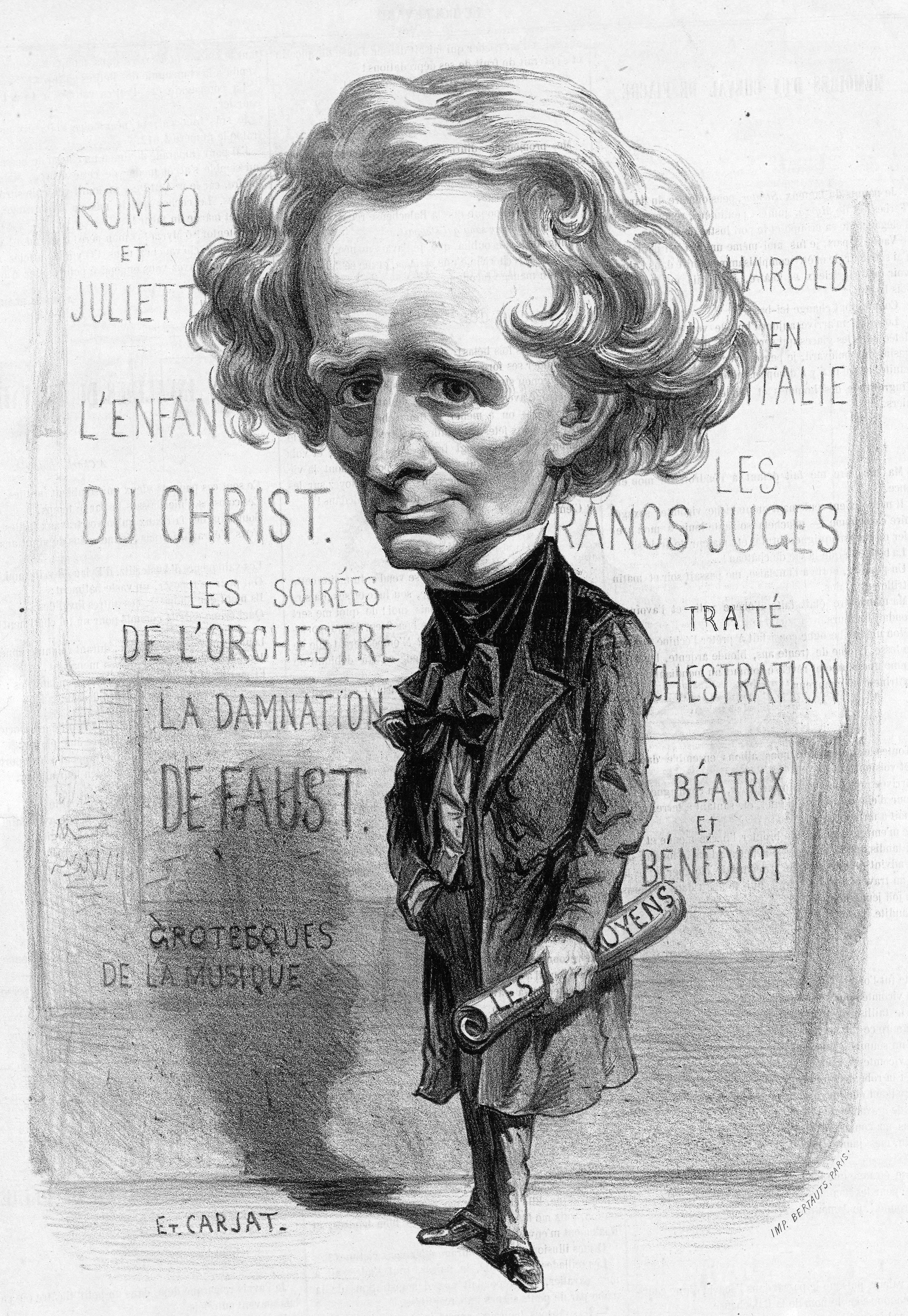
Hector Berlioz
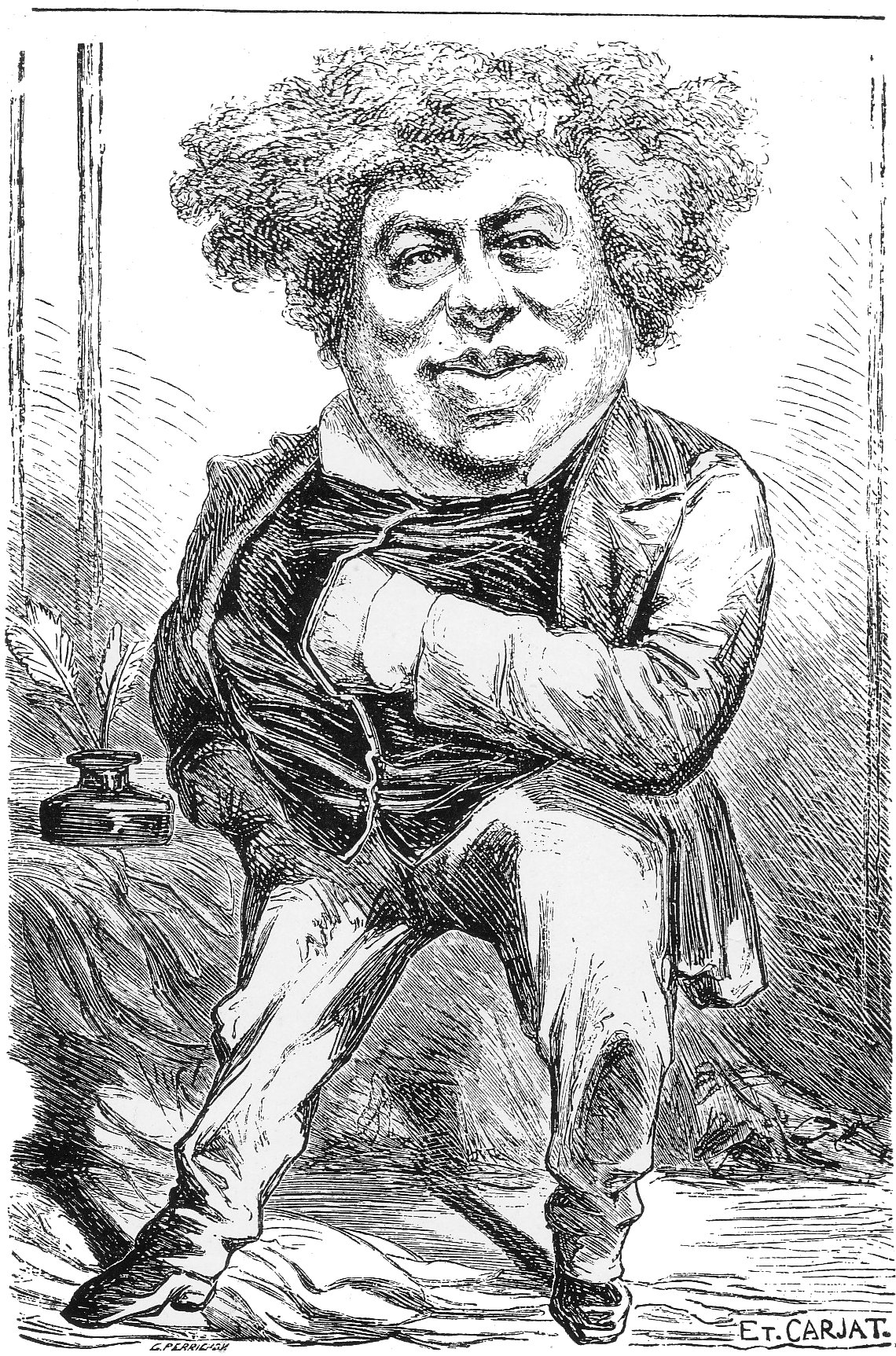
Alexandre Dumas
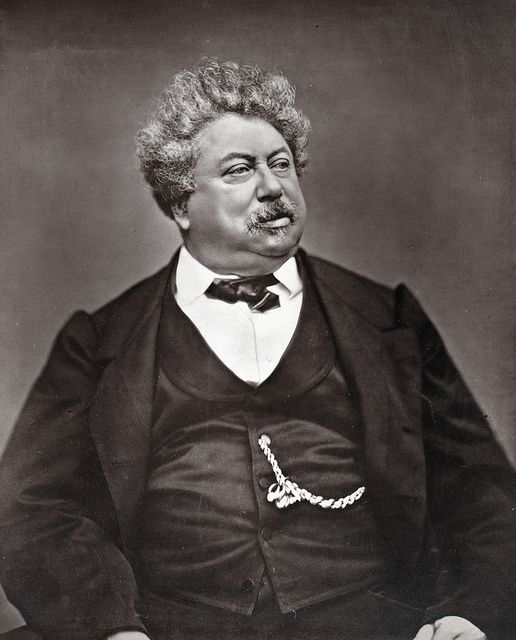
Alexandre Dumas
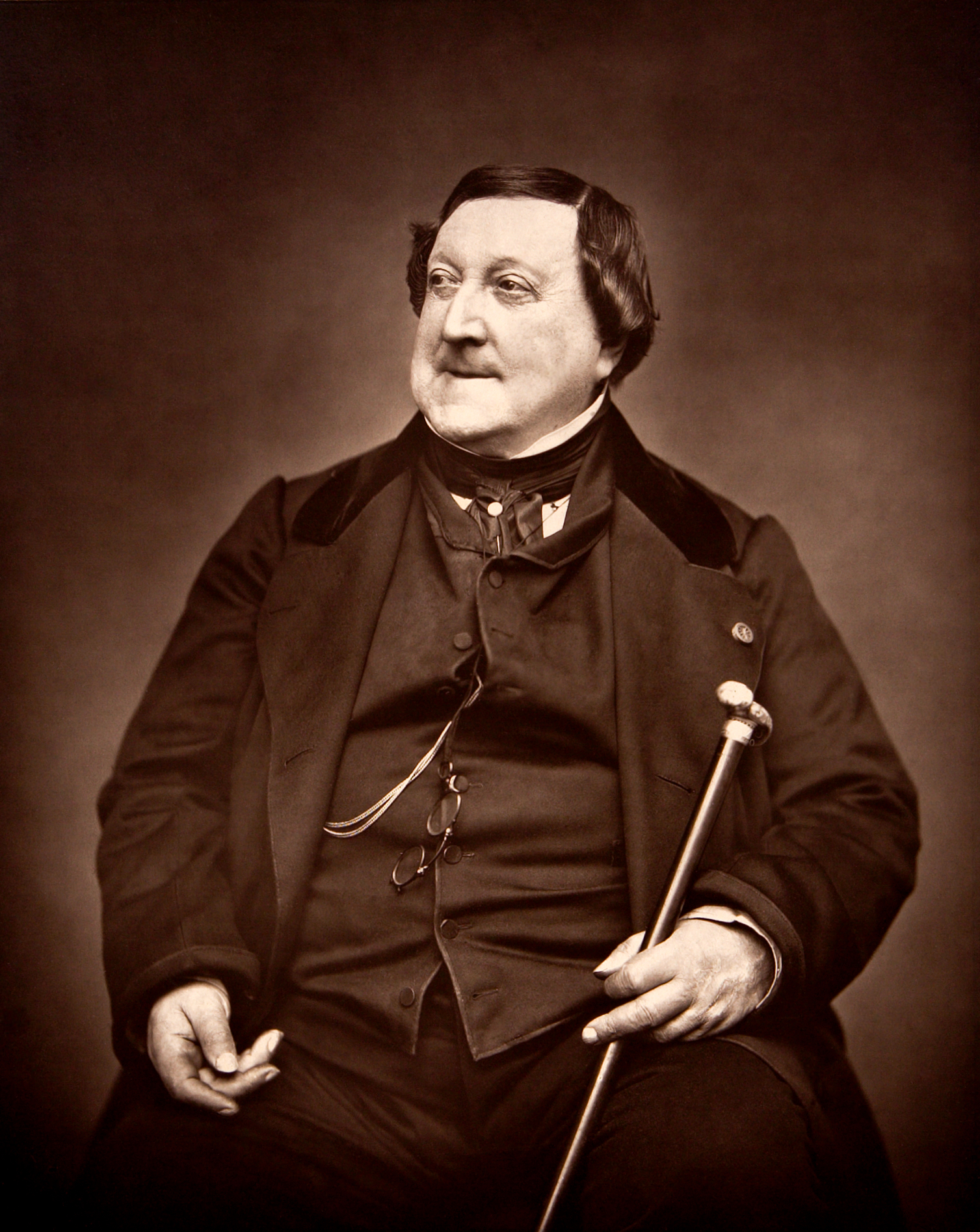
Gioachino Rossini
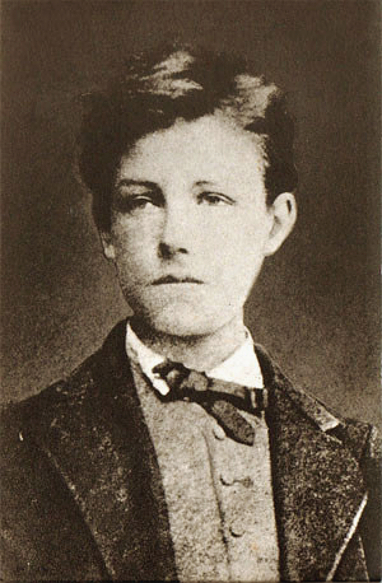
Arthur Rimbaud
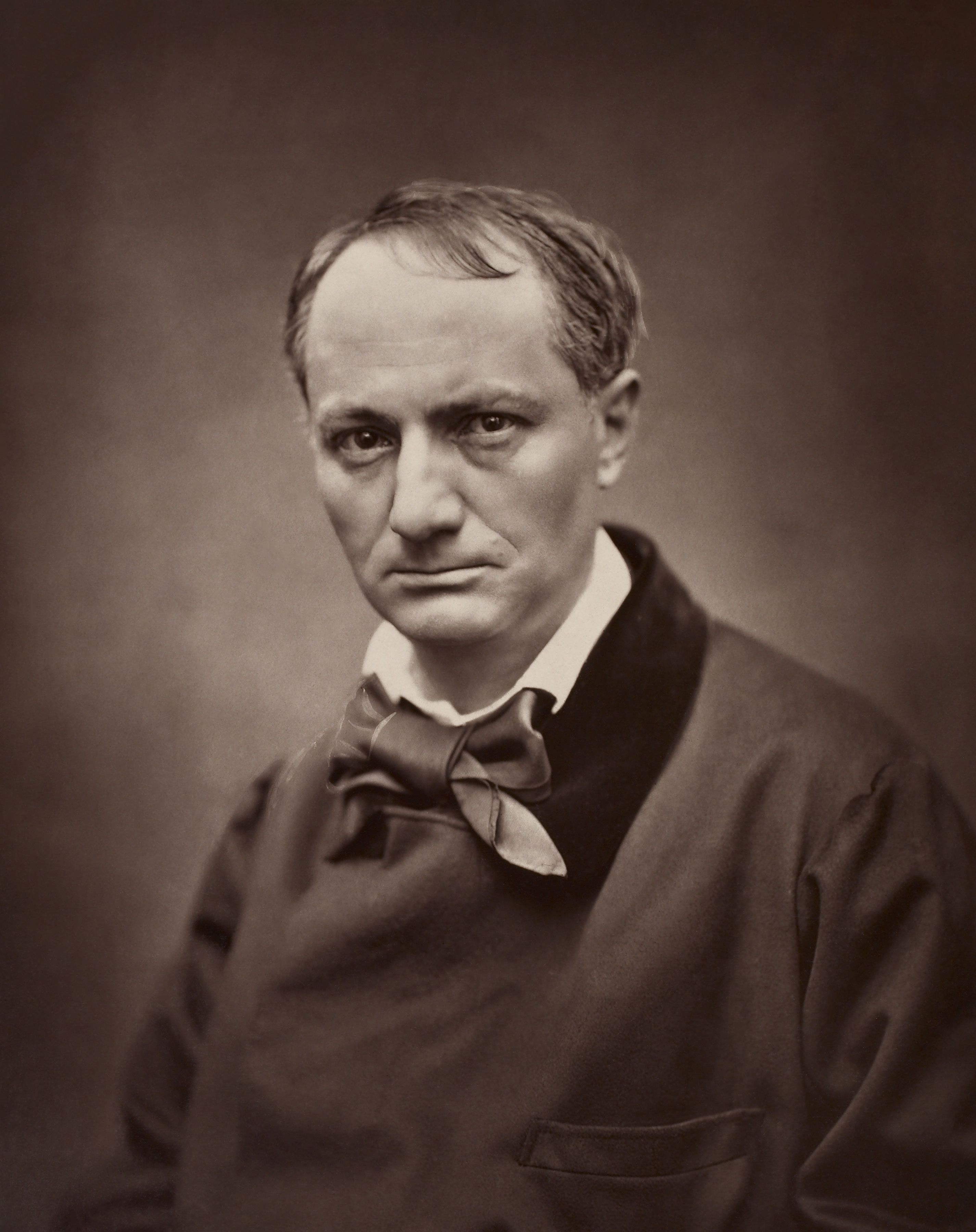
Charles Baudelaire